# Bourbon-l’Archambault
Bourbon-l’Archambault – miejscowość i gmina we Francji, w regionie Owernia-Rodan-Alpy, w departamencie Allier.

## Demografia
Według danych na rok 1990 gminę zamieszkiwało 2630 osób, a gęstość zaludnienia wynosiła 48 osób/km². W styczniu 2015 r. Bourbon-l’Archambault zamieszkiwało 2617 osób, przy gęstości zaludnienia wynoszącej 47,8 osób/km².